# Маргарита Брауншвейг-Люнебургская
Маргарита Брауншвейг-Люнебургская (нем. Margarethe von Braunschweig-Lüneburg; 6 апреля 1573, Целле — 7 августа 1643, Целле) — принцесса Брауншвейг-Люнебургская, в замужестве герцогиня Саксен-Кобургская.

## Биография
Маргарита — дочь герцога Вильгельма Брауншвейг-Люнебургского и Доротеи Датской. 16 сентября 1599 года в Кобурге Маргарита вышла замуж за герцога Иоганна Казимира Саксен-Кобургского, став его второй супругой. Брак был счастливым, но бездетным. После смерти Иоганна Казимира в 1633 году Саксен-Кобург утратил независимость и отошёл по наследству брату Иоганну Эрнсту Саксен-Эйзенахскому. Маргарита вернулась в Целле, где и умерла в 1643 году. Похоронена в княжеской усыпальнице в городской церкви Целле.